# Królewiec (Ukraina)
Królewiec (ukr. Кролевець, Krołeweć, wym. krɔɫeˈʋɛt͡sʲ) – miasto na Ukrainie w obwodzie sumskim, siedziba władz rejonu królewieckiego. Ośrodek przemysłu spożywczego.

## Historia

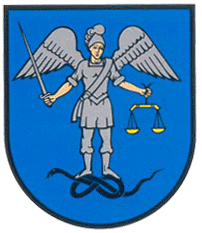
Historyczny herb miasta

Królewiec został założony w 1601 r. na cześć króla Polski Zygmunta III Wazy. W 1644 prawa miejskie Królewcowi nadał król Władysław IV Waza. Polska utraciła Królewiec na rzecz Rosji w 1686 na mocy postanowień pokoju Grzymułtowskiego.
W 1919 roku zaczęto wydawać gazetę.
W latach 1941–1943 znajdował się pod okupacją niemiecką.
W 1959 liczył 13 996 mieszkańców.
W 1989 liczył 25 962 mieszkańców.